# 가메이 히사오키

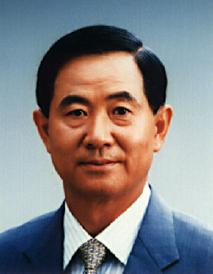
가메이 히사오키

가메이 히사오키(일본어: 亀井久興, 1939년 ~ )는 일본의 정치인이다.

## 가족 관계
가메이씨의 시조는 가메이 고레노리이다. 히사오키의 가계는 이와미의 옛 쓰와노번 도자마 다이묘 출신이다. 메이지 유신 이후엔 화족이었으며 쓰와노 마지막 번주 가메이 고레미(亀井茲監)의 양자 가메이 고레아키(亀井茲明) 대에 자작위를 받았고 8년후 백작으로 승작되었다. 이후 히사오키의 조부 고레쓰네(茲常), 아버지 고레타테(茲建) 3대에 걸쳐 백작위를 이었다.

## 같이 보기
- 아소 다로
- 이와쿠라 도모미
- 가메이 시즈카